# Estadio Arena Garibaldi - Romeo Anconetani
El Arena Garibaldi – Stadio Romeo Anconetani o simplemente Arena Garibaldi (por patrocinio, Cetilar Arena) es un estadio de fútbol ubicado en la ciudad de Pisa, región de Toscana, Italia. El estadio fue inaugurado en 1919 y posee una capacidad de 25.000 espectadores (14.869 aprobados). Actualmente se utiliza principalmente para partidos de fútbol y es el estadio local del Pisa Sporting Club de la Serie B Italiana.
Desde 1919 a 1931 y de 1949 a 2001 el complejo se llamó "Arena Garibaldi" en honor al guerrillero italiano Giuseppe Garibaldi. Bajo el régimen fascista de Benito Mussolini, en los años 30 y 40, pasó a llamarse Campo Littorio. El 9 de diciembre de 2001, el estadio recibió el nombre adicional de Romeo Anconetani; en honor al expresidente del SC Pisa, fallecido en 1999.

## Historia
El terreno donde se ubica el actual estadio ha sido utilizado como recinto deportivo y de eventos desde principios del siglo XIX. El 28 de enero de 1807, María Luisa, regente de Etruria, concedió el permiso para construir un anfiteatro llamado Arena Federighi, también utilizado como hipódromo, entre otras cosas. El teatro cerró sus puertas en 1896. En 1919 se construyó la Arena Garibaldi en el lugar del antiguo anfiteatro y la inauguración oficial tuvo lugar el 26 de octubre en un partido contra el US Livorno. En aquella época, el recinto estaba compuesto únicamente por el campo de juego y las gradas naturales. Entre 1929 y 1931 se construyó un estadio según planos de Federigo Severini y pasó a llamarse Campo Littorio. El 8 de noviembre de 1931, en presencia del rey italiano Víctor Manuel III se realizó la ceremonia de inauguración del estadio con su nuevo nombre.
De 1947 a 1949 se celebraron en el estadio de Pisa los Juegos del Puente; después de que el Ponte di Mezzo fuera destruido durante la Segunda Guerra Mundial. Esta fiesta urbana existe desde el siglo XIV. A finales de la década de 1950, el estadio se complementó con una tribuna en la curva norte. En esta época la arena recuperó su antiguo nombre: Arena Garibaldi. La grada sur, construida en 1968, cerraba el último espacio del estadio. Diez años después las curvas se ampliaron. En 1982, un nuevo edificio sustituyó a la antigua tribuna principal. Después de que el SC Pisa ascendiera a la Serie A en 1990, la capacidad se aumentó a 25.000 asientos. Esto se consiguió eliminando la pista de atletismo y rebajando el terreno de juego un metro, además de construir gradas en el borde del campo. También se instaló un nuevo y más potente sistema de iluminación.

## Construcción de nuevo estadio
El Pisa Sporting Club lleva planeando construir un nuevo estadio desde 2015. A mediados de octubre de 2017, el club presentó los planos del nuevo recinto realizados por el estudio de arquitectura Iotti + Pavarani Architetti. El nuevo estadio se construirá en el lugar del Stadio Arena Garibaldi – Romeo Anconetani, y según los medios de comunicación costará alrededor de 30 millones de euros. Aún no se ha concretado cuándo comenzarán las obras ni cuál será la capacidad de espectadores. Tras la aprobación por unanimidad de la comisión del ayuntamiento de la agenda del alcalde Marco Filippeschi, el siguiente paso es examinar las distintas opciones de financiación para el nuevo recinto.

## Partidos internacionales
La Selección de fútbol de Italia a disputado cuatro partidos amistosos en el estadio.
| Fecha                    | Partdo                     | Resultado | Asistencia |
| ------------------------ | -------------------------- | --------- | ---------- |
| 23 de septiembre de 1987 | Italia – Yugoslavia        | 1–0       | 21,729     |
| 22 de febrero de 1989    | Italia – Dinamarca         | 4–0       | 20,366     |
| 10 de febrero de 1999    | Italia – Noruega           | 0–0       | 17,651     |
| 6 de junio de 2009       | Italia – Irlanda del Norte | 3–0       | 8,000      |